# Clinopodium megalanthum
Clinopodium megalanthum là một loài thực vật có hoa trong họ Hoa môi. Loài này được (Diels) C.Y.Wu & S.J.Hsuan ex H.W.Li mô tả khoa học đầu tiên năm 1974.